# 15 prairial
15 floréal 15 messidor
Le quintidi 15 prairial, officiellement dénommé jour de la caille, est le 255e jour de l'année du calendrier républicain.
C'était généralement le 3e jour du mois de juin dans le calendrier grégorien.